# 2416 Sharonov
2416 Sharonov eller 1979 OF13 är en asteroid i huvudbältet som upptäcktes den 31 juli 1979 av den rysk-sovjetiske astronomen Nikolaj Tjernych vid Krims astrofysiska observatorium på Krim. Den har fått sitt namn efter Vsevolod Sharonov.
Asteroiden har en diameter på ungefär 15 kilometer och den tillhör asteroidgruppen Eos.